# Tomulești, Giurgiu
Tomulești este un sat în comuna Toporu din județul Giurgiu, Muntenia, România. Este situată în partea de sud-vest a județului, în Câmpia Burnazului, pe valea Porumbeni, la 4 km sud de satul de reședință. În forma sa actuală, satul s-a format treptat, înglobând pe rând tot ceea ce până în 1968 a constituit comuna ce a purtat succesiv denumirile de Trestenicu de Jos, Trestenicu și Tomulești, adică satele Trestenicu (fost Trestenicu-Popești), Tomulești (fost Trestenicu-Tomulești) și Grăjdănești (fost Trestenicu-Grăjdănești).

## Monumente istorice
- Biserica de lemn cu hramul "Sf. Ecaterina" (1840)
- Monumentul funerar State Tomulescu (1863)